# Dundasiet
Dundasiet is een zeldzaam mineraal dat behoort tot de carbonaten. Het kristalliseert zich in bolvorm, meestal met een witte kleur.
Dundasiet werd voor het eerst beschreven door William Frederick Petterd in 1893 en is vernoemd naar de mijnlocatie Dundas in Zeehan op het Australische eiland Tasmanië.